# Taapamaan

Imatge que explica la relació entre els elements i els Doshas segons l'Aiurveda.

El Taapamaan, (Hindi: temperatura) segons la medicina aiurvèdica és un indicador clau de l'estat de la salut d'una persona, cada individu té una temperatura interna que canvia segons la constitució corporal i l'estat d'equilibri o de desequilibri dels doshas (Vata, Pitta i Kapha). Es creu que quan el Taapamaan és equilibrat i constant la persona es troba en un estat de salut òptim, en canvi, si el Taapamaan es desequilibra, a causa de factors com una dieta inapropiada, estrès o l'exposició a condicions ambientals adverses pot donar a lloc a problemes de salut.
Dosha Pitta: Es creu que una persona amb un dosha Pitta predominant té un Taapamaan naturalment més alt, el que significa que la seva temperatura interna és una mica més alta en comparació de les persones dominades per altres doshas. Quan el dosha Pitta es desequilibra, pot donar lloc a un augment excessiu de la temperatura interna, cosa que es pot manifestar com a problemes de salut com febre, inflamació, sudoració excessiva i acidesa estomacal. Temperatures altes o baixes estan directament lligades a Pitta, així com el color de la pell. Temperatures corporals baixes, letargia i ment pesada indiquen manca de Pitta.Aplicar excessiva temperatura, pot resultar en un agreujament de Pitta.
Dosha Vata: El dosha Vata, per altra banda, s'associa amb la regulació de la circulació. Un desequilibri a Vata pot causar fluctuacions al Taapamaan, cosa que podria portar a sensacions de fred o calor excessiva, problemes circulatoris i sensibilitat a les variacions de temperatura ambiental.
Dosha Kapha: Kapha, el tercer dosha, està relacionat amb l'estabilitat i l'estructura al cos. Quan Kapha es desequilibra, pot provocar un augment de la sensació de fred i humitat al cos, cosa que podria influir en el Taapamaan i donar lloc a problemes com la congestió i la retenció de líquids.